# Pantiange Xiang
Pantiange Xiang (kinesiska: 攀天阁, 攀天阁乡) är en socken i Kina. Den ligger i provinsen Yunnan, i den sydvästra delen av landet, omkring 430 kilometer nordväst om provinshuvudstaden Kunming. Antalet invånare är 15 765. Befolkningen består av 7 388 kvinnor och 8 377 män. Barn under 15 år utgör 19,0 %, vuxna 15-64 år 74 %, och äldre över 65 år 6,0 %.
Genomsnittlig årsnederbörd är 940 millimeter. Den regnigaste månaden är juli, med i genomsnitt 296 mm nederbörd, och den torraste är november, med 3 mm nederbörd.